# 入善町中央公園
入善町中央公園 (にゅうぜんまちちゅうおうこうえん) は、富山県下新川郡入善町にある都市公園（運動公園）である。1974年3月30日に開設。
2022年4月2日に再整備が完了した。

## 概要
野球場
- 1974年完成[3]
- 2面、17,000m2（海側9,000m2 山側8,000m2）[3]
- スタンド有（200m2、350人収容）[3]
- 照明設備 - 海側4基、296ルクス[3]
- 両翼85m、中堅95m[3]

陸上競技場
- 2003年8月完成[4]
- 敷地面積 - 29,000m2[4]
- 競技場面積：22,000m2、1周400m6コース、直線100m8コース（全天候ウレタン舗装）[4]
- スタンド - 460人収容[4]
- その他の施設 - 管理棟・事務所・器具庫・倉庫・更衣室・トイレ[4]

入善町総合体育館
- 主な施設 - メインアリーナ、サブアリーナ、トレーニング室、武道場[5]
- 展示物 - 三美神（横山善一）、高志の光（前田常作）、鼓動、水滴を集めた石（いずれも岡崎星秀）[5]

テニスコート
- 1978年10月14日にオープン[6]。2020年10月に砂入り人工芝敷設などの全面改良が行われた[2]。
- テニスコート5面（全天候型砂入り人工芝）[7]
- 夜間照明施設（LED照明8基36灯）[7]
- 管理棟（管理室1か所、器具庫1か所、女子更衣室1か所）[7]
- 便益施設（男子・女子用）[7]
- 壁打ち練習ボード1面（Aコート）[7]

親水広場
子育て広場
屋内多目的施設『わくわくドーム』
2021年7月3日オープン。鉄筋コンクリート造一部鉄骨造り平屋建て、延床面積1,835m2。人工芝を敷設したテニスコート2面分程度の広さの多目的室、大型遊具などを設置したこどもの国、こどもの国テラスが備えられている。館内5か所に、写真で撮影すると壁のイラストが立体的に写るトリックアートが存在する。
中央広場
ふれあい広場
約8,500m2の芝生広場で、ジャンボ～ル三世をモチーフにしたカラフルで機能満載の遊具、健康遊具など、多数の遊具が設置されている。2023年3月4日にふわふわドームがオープンした。
駐車場
1976年10月に運動公園の駐車場として完成。
かつては相撲場とフィルドアスレチックも置かれていた（いずれも1980年10月9日完成）。